# Hawala

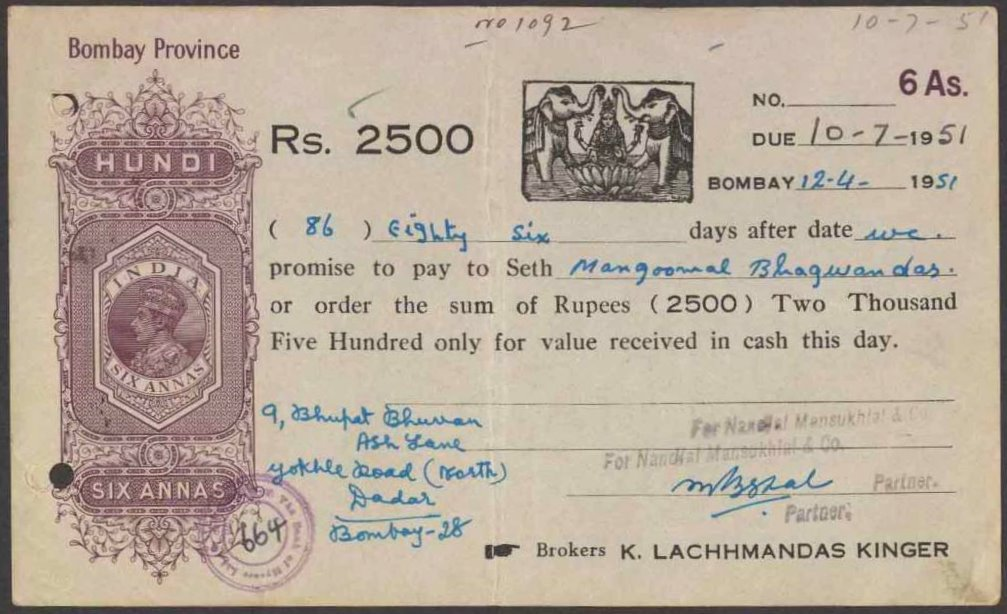
En hundi utfärdad 1951, från Presidentskapet Bombay

Hawala (arabiska: حوالة), även kallat hundi, är ett informellt valutaväxelkontor byggt på ett brett nätverk av växelkontor i främst Mellanöstern, Afrika och Asien.
Systemet tillåter pengar att överföras genom ett nätverk av förmedlare eller hawaladarer som agerar som mellanhänder utan att använda bankkonton eller andra formella dokument.

## Ursprung
Hawalasystemet har sitt ursprung i Indien. Hawala som ett juridiskt begrepp har beskrivits så tidigt som 1327. Men praxisen har funnits sedan 800-talet mellan indiska, arabiska och muslimska handlare som opererade längs och bortom sidenvägen, som ett skydd mot stöld. Det tros ha uppstått i finansieringen av långdistanshandel runt framväxande handelscentra under tidig medeltid. I Sydasien tycks det ha utvecklats till ett fullfjädrat instrument för penningmarknaden, som bara gradvis ersattes av det formella banksystemets instrument under första hälften av 1900-talet.

## Så fungerar det
Den grundläggande varianten av Hawalasystemet går till så att pengar förs över via nätverket av hawalaväxlare eller hawaladarer. En kund går till en hawalaväxlare i en stad och ger växlaren en summa pengar som ska föras över till mottagaren, vanligtvis i en utländsk stad. Hawalaväxlaren ringer till en annan hawalaväxlare i mottagarens stad och ger instruktioner över hur mycket pengar som denne ska ge till mottagaren. Transaktionen sker oftast utan att överföringen registreras skriftligt, till exempel i form av någon bokföring eller kvitton. Vanligtvis sker ett avdrag för tjänsten, så kallad kommission, och samtidigt utlovas att skulden regleras vid ett senare datum.[källa behövs]
Miljoner migranter använder systemet för att skicka pengar tillbaka till sina hemländer. Tysklands finansministerium uppskattade år 2019 att runt 200 miljarder USD skickas över hawala-transaktioner årligen globalt.
Ordet "angadia" betyder kurir på hindi men används också för personer som agerar som hawalaväxlare inom Indien. Dessa personer agerar som ett parallellt banksystem för affärsmän. De tar betalt genom en växlingskommission på ca 0,2 %–0,5 % per transaktion mellan två orter.[källa behövs]
Hawala är attraktivt för kunder eftersom det ger en snabb och bekväm överföring av pengar, vanligtvis med en mycket lägre provision än den som tas ut av banker. Dessutom är det i vissa delar av världen det enda alternativet för legitima överföringar. Hawala har också använts av hjälporganisationer i områden där det är det bäst fungerande systemet.

## Juridisk status
Hawala är i sig inte olagligt, i de flesta länder. Men dess brist på reglering och informella karaktär gör det sårbart för missbruk av kriminella. Tysklands finansministerium har till exempel varnat för att avsaknad av bokföring gör systemet väl lämpat för penningtvätt. Många länder har vidtagit åtgärder för att reglera och övervaka hawala-systemet för att minska risken för brottsliga aktiviteter.
Efter den 11 september 2001 ökade intresset för hawala, i och med att USA:s regering misstänkte att vissa hawalaväxlare kan ha hjälpt terroristorganisationer att föra över pengar för deras verksamhet. Hawala har blivit olagligt i vissa delstater i USA och i en del andra länder.[källa behövs] Hawala-transaktioner gör det även möjligt att kringgå internationella sanktioner mot Iran och ändå föra pengar in och ut ur landet. Systemet har också använts av oligarker för att kringå saktioner mot Ryssland.
I Sverige slog polisen till mot växlingskontor i Malmö 2020 och Stockholm 2022 där hawala misstänks ha använts för penningtvätt.